# برتون منتاید
برتون منتاید (Bertone Mantide) خودرویی است.طراحی آن خودروهای موتور جلو-محور عقب بوده
موتور آن ۶۱۶۲ سی‌سی سیستم جعبه‌دندهٔ آن ۶ دنده به صورت دستی است.